# Chingford and Woodford Green (circonscription britannique)
Circonscription parlementaire de la Chambre des communes
La circonscription de Chingford and Woodford Green est une circonscription électorale anglaise située dans le Grand Londres, et représentée à la Chambre des communes du Parlement britannique depuis 1997 par Iain Duncan Smith du Parti conservateur.

## Géographie
La circonscription comprend :
- La partie nord du borough londonien de Waltham Forest et la partie nord-ouest de Redbridge
- Les quartiers de Hale End, Walthamstow Forest, Chingford et Chingford Hatch

## Députés
Les Members of Parliament (MPs) de la circonscription sont :
| Législature                                                              | Années       | Député | Député            | Parti        |
| ------------------------------------------------------------------------ | ------------ | ------ | ----------------- | ------------ |
| Chingford and Woodford Green issue de Chingford et Wanstead and Woodford |              |        |                   |              |
| 52e                                                                      | 1997–1997    |        | Iain Duncan Smith | Conservateur |
| 53e                                                                      | 2001–2005    |        | Iain Duncan Smith | Conservateur |
| 54e                                                                      | 2005–2006    |        | Iain Duncan Smith | Conservateur |
| 55e                                                                      | 2010–2015    |        | Iain Duncan Smith | Conservateur |
| 56e                                                                      | 2015–2017    |        | Iain Duncan Smith | Conservateur |
| 57e                                                                      | 2017–2019    |        | Iain Duncan Smith | Conservateur |
| 58e                                                                      | 2019–Présent |        | Iain Duncan Smith | Conservateur |

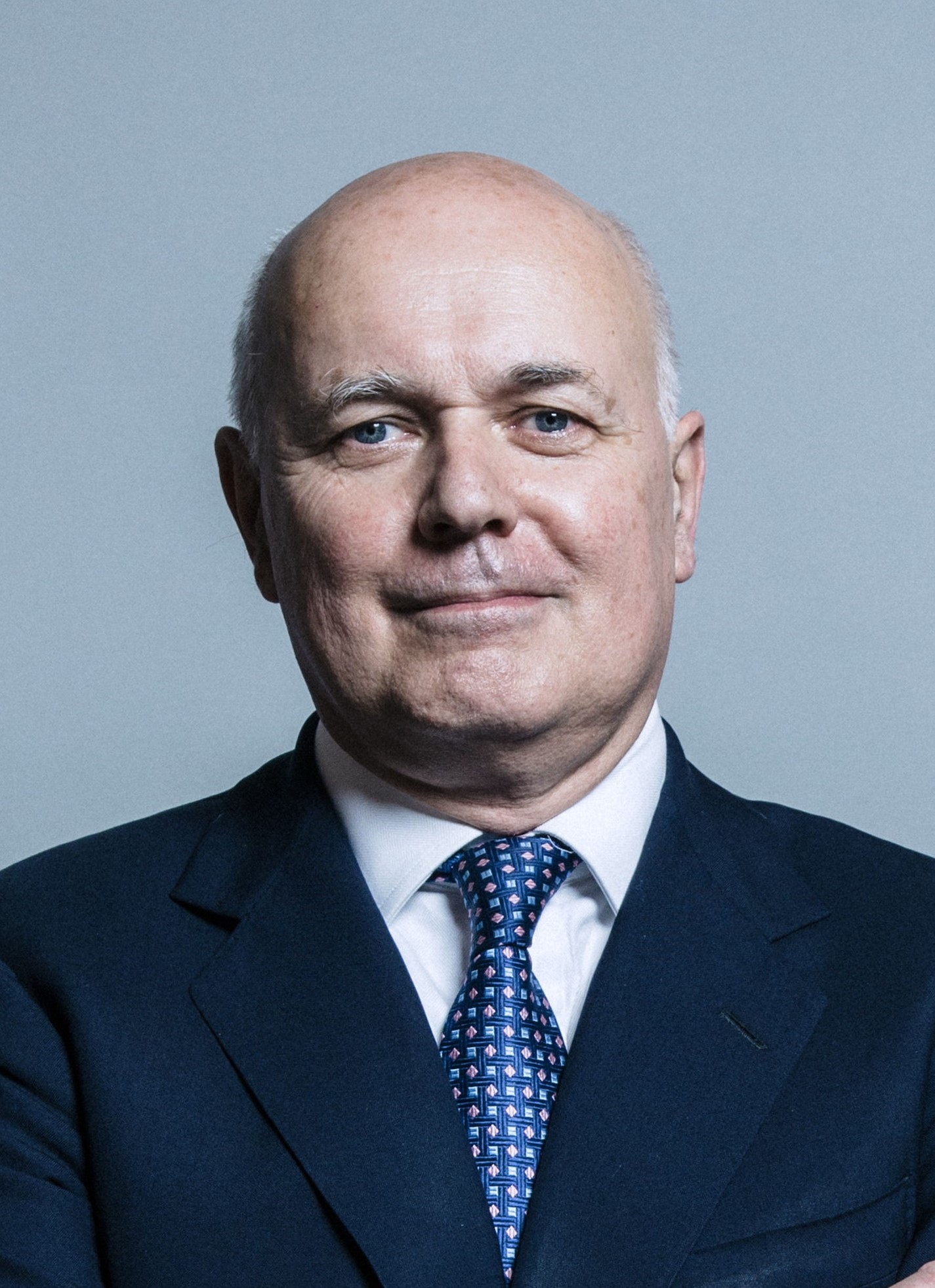
Iain Duncan Smith (1997-Présent)